# Глюмер, Клара фон
Клара фон Глюмер (нем. Claire von Glümer; 1825—1906) — немецкая писательница, переводчица и педагог.

## Биография
Клара фон Глюмер родилась 18 октября 1825 года в городе Бланкенбурге в семье адвоката Карла Веддо фон Глюмера и его жены Шарлотты — писательницы по профессии. 
Её отец был вынужден покинуть свой родной город из-за политических причин, и поэтому вся семья несколько лет переезжала по разным городам Швейцарии и Франции. Только после смерти матери в 1841 году  Клэр Глюмер вернулась в Германию, где начала работать в качестве педагога. Отец приехал в Германию в 1848 году и был нанят в качестве репортера прусской газеты Франкфуртского парламента. Дочь активное помогала ему в его работе.
6 мая 1849 года, как один из участников восстания в Дрездене (нем. Dresdner Maiaufstand), был арестован и приговорен к смерти её брат Бодо фон Глюмер (нем. Bodo von Glümer). Позднее смертный приговор был заменён на пожизненное заключение. Клара вместе с друзьями спланировала его побег из тюрьмы, но, в результате предательства, план провалился и она предстала перед судом, который приговорил её к трем месяцам тюремного заключения в замке Губертусбург. После освобождения она была изгнана из Саксонии. Вместе с верной подругой-писательницей Августой Шайбе (нем. Auguste Scheibe) она переехала в  Вольфенбюттель, где и появились её первые литературные произведения. В то же время они вместе проводили кампанию за помилование брата, что и в 1859 году добились этого. В том же году ей было позволено вернуться на родину.
Среди её литературных произведений наиболее известны: «Fata Morgana. Ein Roman aus dem J. 1848» (Лпц., 1851), «Mythologie der Deutschen» (1856), «Berühmte Frauen» (1856), «Vom Webstuhl der Zeit», а также прекрасные переводы на немецкий язык Жорж Санд, Тургенева, Толстого, Пушкина, Свифта, Додэ, Фёйе и других писателей.
Клара фон Глюмер умерла 20 мая 1906 года в Блазевице.